# Prospero Alpini
Prospero Alpini, (även känd som Prosper Alpinus, Prospero Alpinio och Prosper Alpin) född 23 november 1553 i Marostica, republiken Venedig, död 6 februari 1617 i Padua, var en italiensk naturvetare och botanist.

## Biografi
I ungdomen tjänade Prospero Alpini i den milanesiska armén, men 1574 började han studera medicin vid universitetet i Padua. Efter att ha erhållit din doktorsexamen 1578, slog han sig ner i Campo San Pietro, en liten stad i Paduas omgivning. Det var emellertid botaniken han var hågad för, och i syfte att öka sin kunskap om exotiska växter reste han till Egypten 1580, och vistades hos George Emo eller Hemi, den venetianske konsuln i Kairo.
Han tillbringade tre år i Egypten, och genom sitt arbete med dadelpalmer han observerade i landet, synes han ha dragit slutsatsen om sexualsystemet, som Carl von Linnés sexualsystem utgår från. Han skriver "Honliga plantor inte bär frukt så vida inte honliga och hanliga plantor blandas; eller som vanligen är fallet, att dammet från den manliga baljan eller manliga blomman strös över den honliga blomman."
Vid sin återkomst var han under en tid läkare åt Andrea Doria i Genua, och 1593 utsågs han till professor i botanik i Padua, där han senare avled. Hans son, Alpino Alpini (d. 1637) efterträdde honom som professor. 
De Plantis Aegypti liber (Venedig 1592) är hans mest kända verk. Hans De Medicina Egyptiorum (Venedig 1591) lär vara det första verk som beskriver kaffebusken i Europa. Växtsläktet Alpinia, i ordningen Zingiberaceae, uppkallades efter honom av Carl von Linné. Auktorsnamnet Alpino kan användas för Prospero Alpini i samband med ett vetenskapligt namn inom botaniken; se Wikipediaartiklar som länkar till auktorsnamnet.

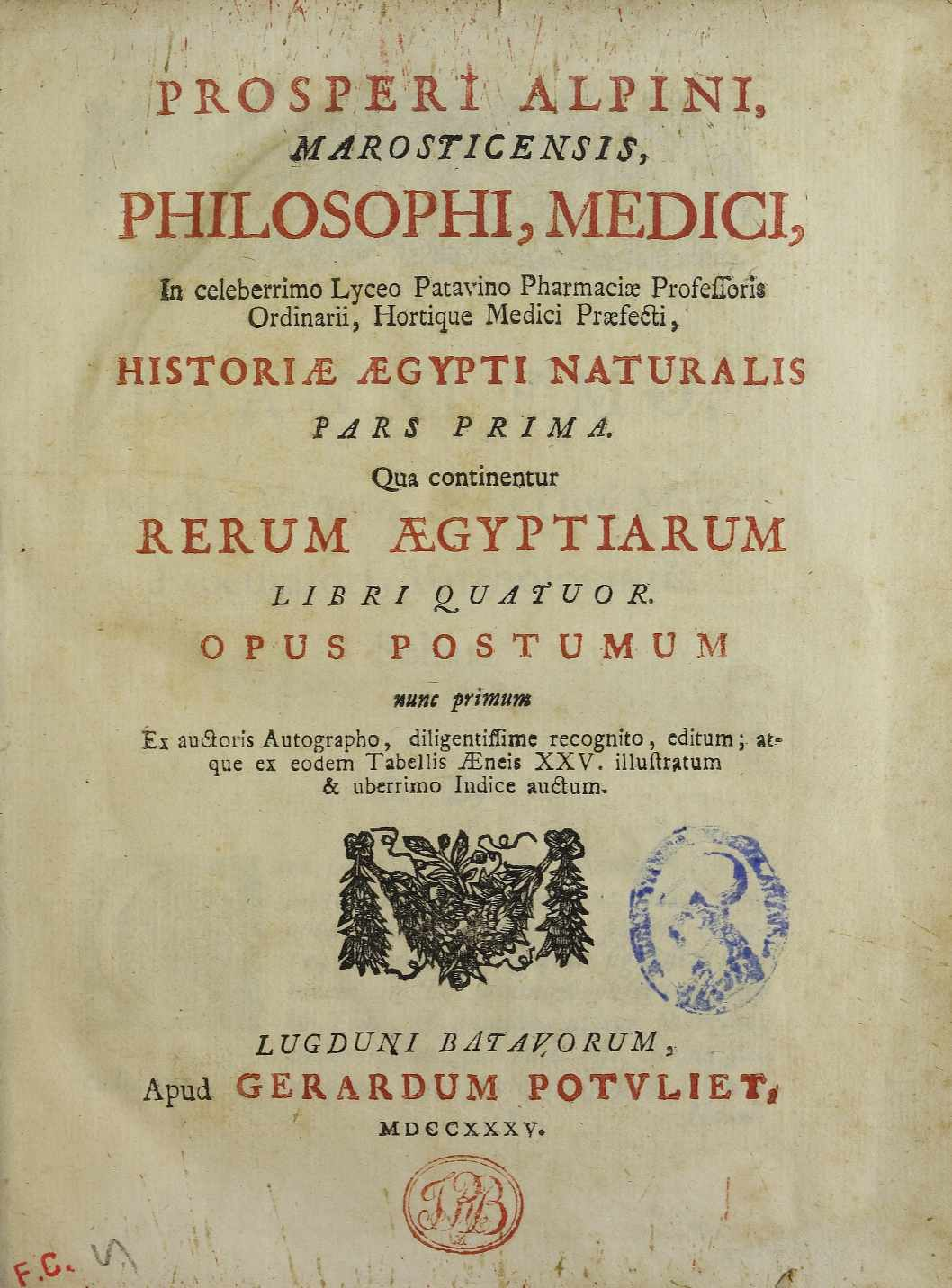
Historia Aegypti naturalis, 1735